# 茶路駅

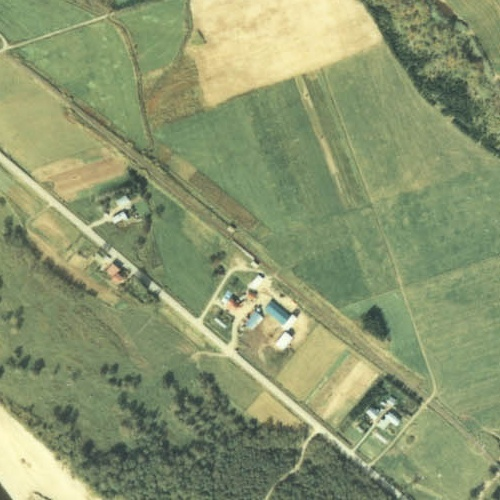
駅周辺を写した航空写真。画像中央が茶路駅、右下方向が白糠駅方面、左上方向が北進駅方面。

茶路駅（ちゃろえき）は、北海道白糠郡白糠町茶路基線にかつて設置されていた、日本国有鉄道（国鉄）白糠線の駅（廃駅）である。事務管理コードは▲111904。

## 歴史

### 年表
- 1964年（昭和39年）10月7日：日本国有鉄道白糠線白糠駅 - 上茶路駅間開通に伴い、開業[3]。旅客のみ取り扱い[1]の無人駅[4]。
- 1983年（昭和58年）10月23日：白糠線の全線廃止に伴い、廃駅となる[1]。

### 駅名の由来
所在した地名より。アイヌ語で「口（その口）」を意味する「チャロ（caro）」に由来するとされる。足寄アイヌが浜に下るときに越えた交通路であり、山田秀三は大切な交通路の川の口なので、こう呼ばれていたのではないかとしている。

## 駅構造
廃止時点で、1面1線の単式ホームを有する地上駅であった。ホームは、線路の西側（北進方面に向かって左手側）に存在した。開業時からの無人駅で駅舎は無かったが、ホーム南側の出入口附近に待合室を有した。

## 利用状況
乗車人員の推移は以下の通り。年間の値のみ判明している年度は日数割で算出した参考値を括弧書きで示す。出典が「乗降人員」となっているものについては1/2とした値を括弧書きで乗車人員の欄に示し、備考欄で元の値を示す。
| 年度               | 乗車人員（人） | 乗車人員（人） | 出典  | 備考           |
| 年度               | 年間           | 1日平均        | 出典  | 備考           |
| ------------------ | -------------- | -------------- | ----- | -------------- |
| 1978年（昭和53年） |                | 25             | [ 8 ] |                |
| 1981年（昭和56年） |                | (10.5)         | [ 7 ] | 乗降客数は21人 |

## 駅周辺
周囲は酪農地帯である。
- 国道392号
- 茶路川 - 駅から約0.3 km。野遊地があり釣りやキャンプなどが出来る[7]。

## 駅跡
2001年（平成13年）時点では既にホームは埋没し、当駅の遺構は不明になってしまっていたが、駅跡付近の桜の木は残っていた。2010年（平成22年）時点でも同様であった。また、2011年（平成23年）時点で枕木が残っていた。

## 隣の駅
日本国有鉄道
白糠線
上白糠駅 - <共栄仮乗降場> - 茶路駅 - 縫別駅